# Wilhelm Beiglböck

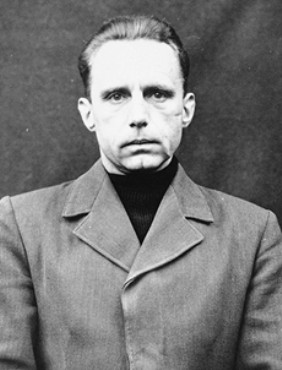
Wilhelm Beiglböck als Angeklagter im Nürnberger Ärzteprozess, 1946 oder 1947

Wilhelm Franz Josef Beiglböck (* 10. Oktober 1905 in Hochneukirchen; † 22. November 1963 in Buxtehude) war ein österreichischer Internist. Als Verantwortlicher für die Durchführung der Meerwasserversuche im Konzentrationslager Dachau in der Zeit des Nationalsozialismus wurde er im Nürnberger Ärzteprozess verurteilt.

## Leben
Beiglböck besuchte das Stiftsgymnasium Melk und studierte Medizin an der Universität Wien. Dort wurde er während seines Studiums 1923 bei der Wiener akademischen Burschenschaft Moldavia aktiv.
Er arbeitete nach seiner Approbation 1931 und seiner 1932 in Wien erfolgten Promotion ab 1933 zunächst als Assistent an der III. Medizinischen Universitätsklinik in Wien bei Franz Chvostek und anschließend in der I. Medizinischen Universitätsklinik bei Hans Eppinger junior.
Seit Oktober 1932, spätestens aber seit Mai 1933 war Beiglböck Mitglied der NSDAP und seit 1934 der nun illegalen SA, zuletzt im Rang eines Obersturmbannführers. Die Grazer akademische Burschenschaft Germania ernannte ihn 1934 ehrenhalber zum Alten Herren. Am 12. Dezember 1939 beantragte er die reguläre Aufnahme in die NSDAP und wurde rückwirkend zum 1. Mai 1938 aufgenommen (Mitgliedsnummer 6.385.650). 1939 habilitierte er sich und 1940 wurde er Oberarzt unter Hans Eppinger. Ab Mai 1941 arbeitete Beiglböck als Stabsarzt der Luftwaffe. 1944 wurde er außerplanmäßiger Professor an der Universität Wien.

### Menschenversuche an KZ-Häftlingen
Im Mai 1944 wurde im Reichsluftfahrtministerium die Trinkbarkeit von Meerwasser erörtert, um künftig im Meer treibende Piloten der NS-Luftwaffe retten zu können. Da die dazu geplanten Menschenversuche qualvoll und lebensgefährlich sein würden, wurden KZ-Häftlinge als Versuchspersonen genommen. 40 Roma-Häftlinge aus dem KZ Buchenwald, die meisten von ihnen Sinti, wurden in das KZ Dachau transportiert. Geleitet wurden die Experimente von Hans Eppinger junior.
Die Opfer wurden in vier Gruppen eingeteilt, die entweder gar kein Wasser, reines Salzwasser, Salzwasser mit getarntem Süßwassergeschmack oder Salzwasser mit reduziertem Salzgehalt zu trinken bekamen. Da Meerwasser dem Organismus Flüssigkeit entzog, trocknete der Körper aus. Nieren, Darm und Leber versagten. Innerhalb weniger Tage krümmten sich die Opfer vor Krämpfen. Die Experimente führten zu extremem Durst, Krämpfen und Delirium. Die Versuchsplanung übernahm Hermann Becker-Freyseng, die Durchführung Beiglböck.
Zu den KZ-Häftlingen, die sich den Experimenten unterziehen mussten, zählen etwa die deutschen Sinti Jakob Bamberger, Karl Höllenreiner, Josef Laubinger und Ernst Mettbach.

### Strafverfolgung und berufliche Rückkehr

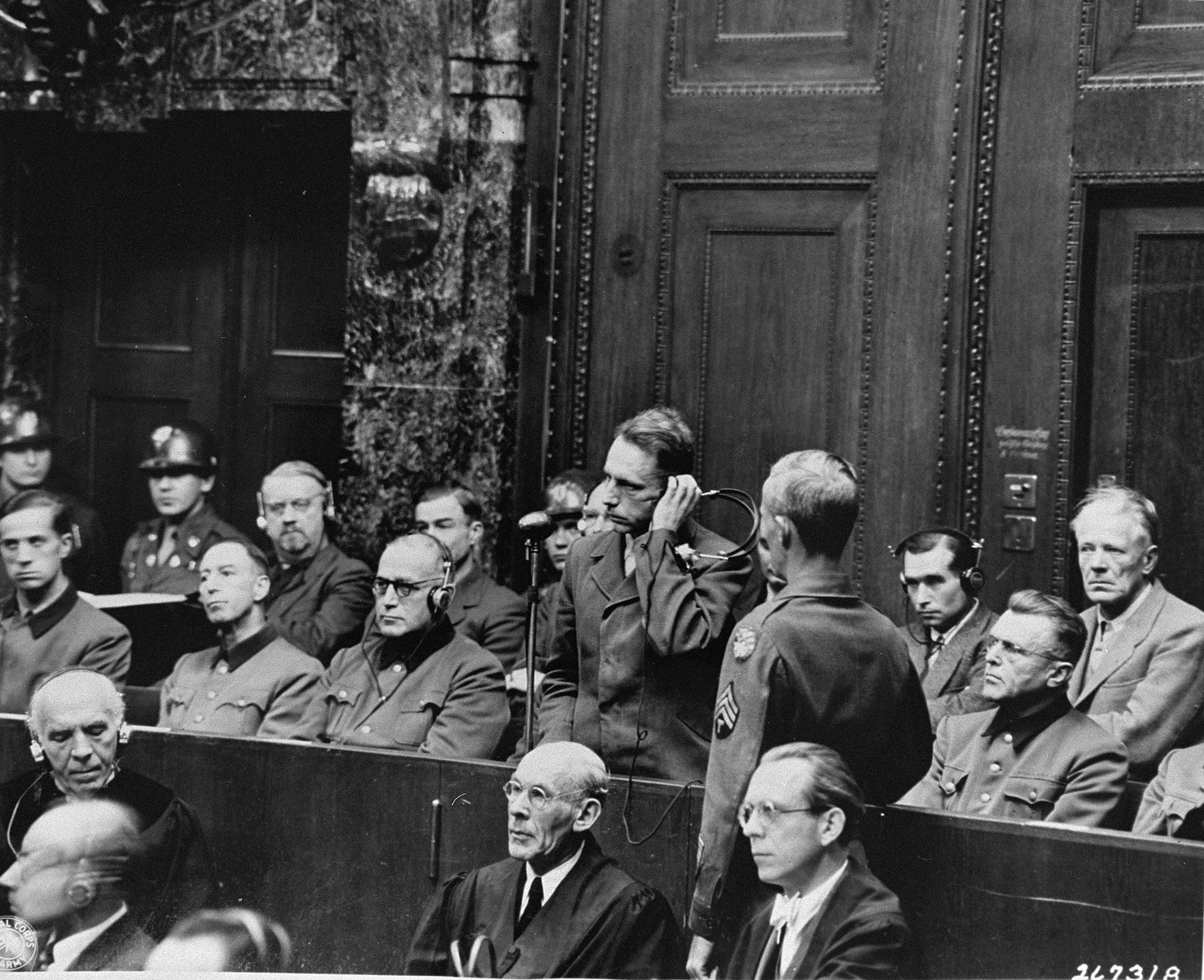
Nürnberger Ärzteprozess: Wilhelm Beiglböck bekennt sich „Nicht schuldig“

Im November 1946 war Beiglböck auf Verlangen der US-Militärbehörden in Deutschland nach Nürnberg überstellt worden, wo er sich im Nürnberger Ärzteprozess 1946/47 wegen seiner im KZ Dachau durchgeführten Menschenversuche verantworten musste. Anfang 1947 leitete die Wiener Staatsanwaltschaft ein Verfahren gegen Beiglböck wegen Kriegsverbrechen, Misshandlung und Quälereien sowie Verletzung der Menschenwürde ein, das daraufhin im Oktober 1947 eingestellt wurde.
Im Nürnberger Ärzteprozess wurde er zu 15 Jahren Haft verurteilt. Sein Verteidiger war Gustav Steinbauer. Steinbauer hatte eine vollständige Liste der Probanden. Er weigerte sich, diese dem Gericht zur Verfügung zu stellen, einerseits weil er nicht Aufgaben der Anklagebehörde übernehmen wolle, andererseits, da es sich bei „Zigeunern“ um „primitive, einfache Menschen handelt und daß es sich vielfach um Familienangehörige handelt, die von den Behörden als Asoziale geführt werden.“ Während der Gerichtsverhandlung im Schwurgerichtssaal gelang es dem Zeugen Karl Höllenreiner, der als KZ-Häftling während seiner Zeit in Dachau von Beiglböck für Menschenversuche misshandelt wurde, mit einem gewaltigen Satz über die Barriere der Anklagebank zu springen und den Angeklagten Beiglböck mit seiner Faust ins Gesicht zu schlagen. Höllenreiner rief dabei: Dieser Lump hat mein Leben ruiniert!
Nachdem das Urteil auf 10 Jahre herabgesetzt worden war, wurde Beiglböck am 15. Dezember 1951 begnadigt und aus dem Landsberger Gefängnis entlassen. Dem war vorausgegangen, dass der US-amerikanische Hohe Kommissar John J. McCloy am 31. Januar 1951 bereits 89 wegen Kriegsverbrechen und Verbrechen gegen die Menschlichkeit verurteilte deutsche Straftäter begnadigt hatte.
Die Deutsche Gesellschaft für Innere Medizin hatte sich massiv für eine Rehabilitierung Beiglböcks eingesetzt. Eine von ihr eingesetzte Gutachter-Kommission, der Curt Oehme, Ludwig Heilmeyer und Rudolf Schoen angehörten, war zu dem Schluss gekommen, dass „in der Art der Auswahl und der Gewinnung von Versuchspersonen Fehler begangen worden seien und in der Wahl eines Konzentrationslagers als Versuchsort, dass diese Fehler aber keine Verbrechen gewesen seien.“
Da Beiglböcks Approbation nicht annulliert worden war, konnte er weiterhin als Arzt tätig sein. Nach der Haftentlassung 1951 arbeitete er zunächst bei Ludwig Heilmeyer in Freiburg. Auf dessen Vermittlung hin wurde er 1952 Leitender Arzt der Inneren Abteilung des Krankenhauses in Buxtehude.
Am 12. Januar 1960 wurde ein Ermittlungsverfahren der Staatsanwaltschaft Bückeburg wegen Mordes gegen Beiglböck eingestellt. Unter dem Aktenzeichen AR 569/59 ist der Schriftwechsel der Ermittlungen (1959–1962) der Zentralen Stelle der Landesjustizverwaltungen gegen Beiglböck erhalten.
1962 stieß die Einladung der Österreichischen Ärztekammer an Beiglböck zu einem medizinischen Vortrag in Wien auf Widerspruch in den Medien. Unter anderem protestierte auch die Wiener israelitische Kultusgemeinde. Beiglböck wurde ausgeladen. Der Verwaltungsausschuss der Stadt Buxtehude, der für die Einstellung Beiglböcks zuständig war, unterstützte den Arzt und erklärte ihn für schuldlos an den Verbrechen, deretwegen er in einem ordentlichen Verfahren verurteilt worden war.
Er versuchte zeitlebens, sich für die in Dachau begangenen Taten zu rechtfertigen. Er starb 1963 in Buxtehude unter ungeklärten Umständen.

## Sonstiges
Er war mit der Ärztin Margarete Cäcilie Marianne geb. Orthner (1914–1976) verheiratet. Der mathematische Physiker Wolf Beiglböck war sein Sohn.

## Schriften
- Wilhelm Beiglböck, H. Hoff, R. Clotten: Zur Frage der Cortisolwirkung – die Cortikogene Kettenreaktion. Augsburg, Selbstverlag 1950. (Ein Exemplar befindet sich in den Beständen der Augsburger Stadtbibliothek.)
- Beiglböck publizierte von 1932 bis 1964 (Erscheinungsdatum) über 100 Originalarbeiten in deutschsprachigen medizinischen Fachzeitschriften.